# The Lineup
Pour plus de détails, voir Fiche technique et Distribution.
The Lineup est un film américain réalisé par Don Siegel et sorti en 1958.

## Synopsis
Une bande de trafiquants d'héroïne a trouvé un moyen astucieux de faire passer la drogue. Ils la cachent dans des objets achetés par les touristes. Lorsque ces derniers reviennent à San Francisco, ils sont pris en filature par plusieurs complices des passeurs pour récupérer le précieux chargement. Deux de ces hommes, Dancer, un psychopathe extraverti, et Julian, un homme froid et calculateur, doivent reprendre la poudre à trois personnes qui viennent de débarquer, mais la police a découvert la manœuvre...

## Fiche technique
- Titre : The Lineup
- Titre français : La Ronde du crime
- Réalisation : Don Siegel
- Scénario : Stirling Silliphant
- Chef-opérateur : Hal Mohr
- Musique : Mischa Bakaleinikoff
- Montage : Al Clark
- Décors : Louis Diage
- Direction artistique : Ross Bellah
- Production : Jaime Del Valle
- Durée : 86 minutes
- Date de sortie : États-Unis : 11 juin 1958

## Distribution
- Eli Wallach : Dancer
- Robert Keith : Julian
- Richard Jaeckel : Sandy McLain
- Mary LaRoche : Dorothy Bradshaw
- William Leslie : Larry Warner
- Emile Meyer : inspecteur Al Quine
- Marshall Reed : inspecteur Fred Asher
- Raymond Bailey : Philip Dressler
- Vaughn Taylor : le chef des trafiquants
- Cheryl Callaway : Cindy Bradshaw
- Robert Bailey : Staples
- Warner Anderson : lieutenant Ben Guthrie
- Chuck Courtney: le garçon